# 堺市立錦綾小学校
堺市立錦綾小学校（さかいしりつ きんりょうしょうがっこう）は、大阪府堺市堺区にある公立小学校。
浅香山駅付近の南海高野線と阪神高速15号堺線に挟まれた、南北に細長い地域を校区としている。校区北端には大和川が流れている。校区は大和川を挟んで大阪市住吉区遠里小野地区と接している。

## 沿革
堺市向陽尋常小学校（1946年廃校）より分離し、1928年に現在地に創立した。学校敷地は、別の場所に移転した堺市立高等女学校（現在の大阪府立堺西高等学校の前身）の旧敷地を転用している。
校区の住宅開発に伴う児童数増加のため、1950年には従来の校区を分離する形で堺市立浅香山小学校が開校している。

### 年表
- 1928年4月1日 - 堺市錦綾尋常小学校として開校。
- 1933年9月26日 - 学校火災により校舎全焼。
- 1941年4月1日 -国民学校令により、堺市錦綾国民学校に改称。
- 1945年6月15日 - 大阪大空襲により校舎全焼。
- 1947年4月1日 - 学制改革により、堺市立錦綾小学校に改称。
- 1950年10月1日 - 堺市立浅香山小学校を分離。
- 1983年3月31日 - 校地拡張。

## 通学区域
- 堺市堺区 遠里小野町、北清水町、北庄町、錦綾町、砂道町、高須町、南清水町。

卒業生は堺市立浅香山中学校に進学する。

## 交通
- 阪堺電気軌道阪堺線 綾ノ町停留場 東へ約450m。
- 南海高野線 浅香山駅 南西へ約800m。
- 南海高野線 堺東駅 北西へ約1.3km。
- 南海本線 七道駅 南東へ約1.1km。
- 南海バス 錦綾橋バス停。
- 府道大阪和泉泉南線 錦綾町交差点西へすぐ（府道大堀堺線沿い）。